# Janvière Ndirahisha
Janvière Ndirahisha (nascido em 1966) é uma académica e política do Burundi. De 2015 a 2020 foi Ministra da Educação do Burundi. Ela é presidente do Fórum Nacional da Mulher (FNF).

## Biografia
Janvière Ndirahisha nasceu em 1966 no Burundi. Ela foi educada na Universidade do Burundi antes de realizar um doutoramento na Universidade da Antuérpia. A sua tese sobre as representações da Grothiendiek foi orientada por Fred Van Oystaeyen.
Ndirahisha foi eleita Presidente do novo Fórum Nacional da Mulher do Burundi em 2013.
Em agosto de 2015, Ndirahisha foi anunciada como Ministra da Educação, Ensino Superior e Pesquisa Científica no governo de Pierre Nkurunziza. Em 2019, ela foi transferida para o cargo de Ministra da Educação, Treino Técnico e Vocacional, com Gaspard Banyankimbona como Ministro da Educação, Ensino Superior e Pesquisa Científica.
Em 2017, Ndirahisha anunciou que diretores de escolas que tivessem aproveitado menos de 30% nos exames nacionais seriam dispensados e o seu ministério fechou várias escolas reprovadas. Em 2018, o seu ministério proibiu meninas grávidas de frequentar a escola, uma medida que foi criticada por activistas pela igualdade de direitos no país.